# Fallserie
Eine Fallserie ist eine Art von Beobachtungsstudie in der Medizin. Bei ihr wird eine Gruppe von Patienten mit einer bestimmten Krankheit betrachtet, ohne dass dabei im Rahmen der Studie spezielle Maßnahmen, wie z. B. eine studienspezifische Therapie, erfolgen (nicht-interventionelle Studie).
Fallserien haben die niedrigste Evidenzklasse der evidenzbasierten Medizin. Zum Beispiel bei seltenen Krankheiten, die mit randomisierten kontrollierten Studien nicht untersucht werden können, sind sie aber mitunter das beste Mittel, um die Wirksamkeit einer Maßnahme zu beurteilen.
Fallserien lassen sich unterteilen in retrospektiv und prospektiv zusammengestellte. Bei retrospektiv zusammengestellten Fallserien stellt sich die Frage nach der Vergleichbarkeit von z. B. Diagnosekriterien, während solche Aspekte bei prospektiven Studien vorab festgelegt werden können.